# Canasta
La Canasta è un gioco di carte che si gioca in 2 o 4 (in questo caso a coppie) con 108 carte francesi (due mazzi francesi di 52 carte l'uno più 2 jolly per mazzo). In alcune varianti, come la Samba e il Canastone, i mazzi utilizzati sono 3, per un totale di 162 carte (52 carte e 2 jolly per mazzo).
In commercio è possibile trovare mazzi concepiti appositamente per questo gioco le cui carte, pur avendo la numerazione solita non hanno semi, rimpiazzati da cerchietti rossi e neri.
Il gioco è nato in Uruguay: sarebbe stato inventato a Montevideo da Alberto Serrato e Segundo Santos, i quali combinarono la meccanica del Rummy con la modalità di gioco a coppie tipica del Bridge. Il gioco si è diffuso in tutta l'America meridionale, dove ha dato origine a numerose varianti, ed è giunto negli Stati Uniti dopo la Seconda Guerra Mondiale. Il nome è una parola spagnola dal significato di "cesto", "paniere" o "canestro": sembra che originariamente facesse riferimento al contenitore delle carte. Le codificazioni più influenti della Canasta classica si ebbero alla fine degli anni quaranta negli Stati Uniti, specialmente ad opera del Regency Club di New York. A queste codificazioni fanno riferimento le successive esposizioni delle regole del gioco internazionale.
Una delle peculiarità della canasta è che lo svolgimento del gioco avviene in silenzio: non sono concesse comunicazioni tra compagni ad eccezione che nel momento della chiusura.
Quanto viene illustrato in seguito (salvo dove diversamente specificato) si applica a una partita di canasta a coppie e fa riferimento alle regole internazionali come esposte nei manuali che seguono le codificazioni statunitensi.

## Terminologia, classificazione e valori delle carte
Come carte rosse si intendono quelle di cuori o di quadri; come carte nere si intendono quelle di fiori o di picche. Per valore facciale di una carta si intende il valore indicato sulla faccia della carta stessa. 
Il valore facciale non coincide con il punteggio associato a ciascuna carta: per esempio, il 9 e l'8 hanno diverso valore facciale (perciò non possono fare parte di una stessa combinazione), ma hanno lo stesso punteggio (10 punti). Quanto ai punteggi, il jolly, talvolta chiamato mattone, vale 50 punti; il 2, noto come pinella, 20 punti; l'asso 20 punti; le carte dal re all'8, 10 punti ciascuna; le carte dal 7 al 4, 5 punti ciascuna. I 3 rossi, noti come onori, valgono 100 punti ciascuno; i 3 neri, 5 punti.
Si distinguono carte naturali e carte speciali. Le carte speciali sono le matte e i 3, mentre le naturali sono tutte le altre. Le matte sono i jolly e le pinelle: queste carte possono assumere il valore facciale di qualsiasi altra carta e sostituirla nella formazione delle combinazioni. I 3 non possono fare parte di combinazioni, ma hanno funzioni particolari (si veda sotto).
Per tallone si intende il mazzo di carte coperte da cui si pesca; per pozzo l'insieme delle carte scartate, delle quali viene mostrata solo l'ultima scartata, al di sotto della quale vengono impilate le altre. La smazzata è una fase di gioco che comincia con la distribuzione delle carte e termina con la chiusura da parte di uno dei giocatori.

## Tabella riassuntiva con i valori delle carte
| Carta        | Punti |
| ------------ | ----- |
| Asso         | 20    |
| Jolly        | 50    |
| Pinella (2)  | 20    |
| Dal 4 al 7   | 5     |
| Dall'8 al Re | 10    |
| 3 rosso      | 100   |
| 3 nero       | 5     |

## Preparazione
Il giocatore alla destra del mazziere taglia le carte sollevando parte del mazzo, quindi il mazziere distribuisce undici carte a ogni giocatore in senso orario partendo dal giocatore alla sua sinistra, il quale sarà il primo a giocare. Le carte rimanenti, coperte, vanno posizionate al centro del tavolo. Ogni giocatore controlla le proprie carte: se un giocatore ha uno o più 3 rossi di mano, li mette da parte (scoperti) e pesca dal tallone un uguale numero di carte coperte. A questo punto, il mazziere scopre la prima carta del tallone, che costituirà la prima carta del pozzo. Se questa carta è una matta o un onore, essa viene messa di traverso e il pozzo risulta congelato (si veda sotto): sarà necessario continuare a scoprire la prima carta del tallone finché non si troverà una carta naturale, che sarà messa scoperta in cima al pozzo, mentre la carta che ha congelato il pozzo resterà di traverso sotto il pozzo.

## Scopo del gioco
- Primo obiettivo è formare almeno una combinazione di almeno 7 o più carte, detta canasta.
- Obiettivo finale, realizzabile solo dopo che la coppia ha raggiunto il primo, è la chiusura, raggiungibile con l'esaurimento della carte da parte di un giocatore.

## Tipologie di canasta
Le canaste possono essere di due tipi:
- naturali o pulite o pure: formate da sette carte naturali dello stesso valore facciale, senza l'ausilio di matte.
- miste o sporche o impure: combinazioni di sette carte dello stesso valore facciale formata con l'ausilio di almeno una matta.

Quando una canasta viene completata, è consuetudine riunirne le carte in un mazzetto, lasciandone scoperta una carta rossa se la canasta è pura, una nera se la canasta è mista. Eventuali carte attaccate a una canasta già completa vengono poste al di sotto del corrispondente mazzetto; in alcune varianti, a una canasta completa è possibile attaccare anche delle matte. L'attacco di una matta a una canasta completa naturale 'sporca' la canasta e ne riduce il premio di punteggio. In altre versioni, invece, non è consentito attaccare matte a una canasta completa, naturale o mista che sia. Per meglio visualizzare il gioco, alcuni riuniscono le combinazioni in mazzetti fin da quando queste raggiungono le sei carte.
Le combinazioni danno punteggio solo alla coppia che le ha calate. Non è possibile attaccare carte alle combinazioni degli avversari.

## Svolgimento del gioco
I giocatori giocano a turno, in senso orario. Il giocatore di turno svolge le seguenti azioni:
- pescare una carte dal tallone;
- calare sul tavolo delle combinazioni di carte, se ne ha la possibilità e comunque sempre a sua discrezione;
- scartare una carta nel pozzo.

Le uniche combinazioni concesse sono gruppi di carte dello stesso valore facciale: a differenza di altri giochi a combinazione (Gin rummy, Burraco, Scala 40 ecc.), non sono concesse combinazioni di carte in scala. Ogni combinazione calata deve essere costituita da almeno tre carte, di cui almeno due naturali. In una stessa combinazione, non si possono mai avere più di tre matte; inoltre, una volta calate, le matte non possono più essere spostate. In alcune versioni, la combinazione non deve mai possedere un numero di matte pari o superiore al numero di carte naturali (per cui, ad esempio, non sarebbe consentito calare una combinazione di cinque carte di cui due naturali e tre matte). Non è possibile calare una combinazione di 3 neri (se non in sede di chiusura) né di 3 rossi (si veda sotto per le regole concernenti i 3).

## L'apertura
Le carte comprese nella prima calata della coppia, nota come apertura, devono fornire un determinato punteggio complessivo, ottenuto dalla somma dei punteggi (non dei valori facciali) delle carte usate nella calata. All'inizio della partita, il punteggio di apertura ammonta ad almeno 50 punti. Il punteggio di apertura aumenta nel corso della partita, a 90 punti se la coppia ha tra i 1500 e i 2995 punti, a 120 se la coppia ha almeno 3000 punti. Se la coppia ha punteggio negativo, si richiede un punteggio di apertura simbolico di 15 punti (il punteggio minimo di qualsiasi combinazione possibile). L'apertura dà diritto a calare qualsivoglia combinazione nello stesso turno di gioco e nei turni successivi e ad attaccare carte alle combinazioni già formate nel seguito della smazzata. È sufficiente che un solo giocatore della coppia abbia aperto perché l'altro possa calare e attaccare liberamente.

## Presa del pozzo
In alternativa alla pesca dal tallone, un giocatore può decidere di prendere tutte le carte del pozzo. Il giocatore di turno che proceda alla presa del pozzo deve utilizzarne l'ultima carta (scartata dal giocatore precedente), attaccandola a una combinazione preesistente della coppia o giocandola con altre carte di mano per formare una nuova combinazione. Se la rispettiva coppia non ha ancora aperto, il giocatore può prendere il pozzo solo se può utilizzare l'ultima carta scartata per aprire, insieme ad altre carte di mano: solo una volta calate le combinazioni di apertura potrà prendere il resto del pozzo ed eventualmente giocarlo. Se il pozzo è congelato, a questo vincolo si aggiunge l'obbligo di possedere almeno due carte naturali dello stesso valore facciale dell'ultima carta scartata (vedi sotto).

## Onori e carte stop
Quando un giocatore pesca dal tallone un 3 rosso (onore), deve immediatamente mostrarlo agli altri giocatori, ponendolo scoperto accanto a sé, dove resterà fino al termine della smazzata: procederà poi a pescare una carta sostitutiva, sempre dal tallone. Un onore ottenuto con la presa del pozzo (eventualità possibile nel caso di pozzo congelato da un onore all'inizio della smazzata) deve essere dichiarato allo stesso modo, ma non va sostituito con una carta pescata dal tallone. Gli onori scoperti possono dare diritto a punti aggiuntivi al termine della smazzata (si veda sotto).
Al pari degli onori, i 3 neri non possono fare parte di combinazioni (se non in chiusura); tuttavia, a differenza degli onori, non vanno scoperti e dichiarati. Essi possono essere solo scartati, svolgendo la funzione di carte stop; infatti, se un giocatore scarta un 3 nero, impedisce al giocatore successivo di prendere il pozzo, obbligandolo a pescare dal tallone. Il blocco del pozzo tramite carta stop, a differenza del congelamento, è temporaneo: il giocatore successivo a quello che ha subito il blocco potrà tornare a prendere il pozzo.

## Congelamento del pozzo
Quando un giocatore scarta una matta, questa viene messa di traverso rispetto al pozzo, il quale risulta congelato: da quel momento, nessun giocatore, compreso il responsabile del congelamento, potrà prendere il pozzo, finché il pozzo non risulterà scongelato. Per scongelare e prendere il pozzo, è necessario avere almeno due carte naturali dello stesso valore facciale dell'ultima carta scartata (le une e l'altra dovranno essere immediatamente giocate dal giocatore che ha effettuato lo scongelamento). Quando il pozzo è già congelato, lo scarto di un 3 nero o di una matta lo blocca, impedendo al giocatore successivo di procedere allo scongelamento. Se la prima carta che viene scoperta dal tallone come prima carta del pozzo è una matta o un onore, il pozzo si considera congelato fin dall'inizio (si veda sopra).

## Chiusura, punteggi e vittoria
Per chiusura si indica la situazione di partita in cui il giocatore di turno esaurisce le proprie carte: con la chiusura si conclude la smazzata. Si può chiudere con o senza scarto dell'ultima carta. L'ultima carta scartata non può essere una carta speciale. Per chiudere, la coppia deve avere formato almeno una canasta. Prima di chiudere, il giocatore può chiedere al compagno il permesso per la chiusura (unico tipo di comunicazione consentito all'interno della coppia): non è obbligatorio fare la richiesta, ma è obbligatorio obbedire alla risposta del compagno.  In sede di chiusura, anche i 3 neri possono essere calati in combinazione. In alcune versioni, una combinazione finale di 3 neri può essere solo pulita; non è comunque mai concesso formare una canasta mista di 3 neri. Se un giocatore riesce ad aprire e a chiudere in uno stesso turno (calando ovviamente almeno una canasta), si parla di chiusura di mano.
Dopo la chiusura, si procede al conteggio dei punti relativi alla smazzata. Ogni coppia segna come positivi i punteggi delle carte comprese nelle proprie combinazioni, mentre segna come negativi i punteggi rimasti in mano: più precisamente, la coppia che si è aggiudicata la chiusura sottrae dal proprio punteggio i punti delle carte rimaste in mano al giocatore che non ha chiuso, mentre l'altra coppia sottrae le carte rimaste in mano a entrambi i giocatori.
Oltre ai punti delle carte calate, sono previsti i seguenti premi:
- la chiusura dà diritto a 100 punti, 200 punti se è di mano;
- ogni canasta mista dà diritto a 300 punti;
- ogni canasta naturale dà diritto a 500 punti.

Gli onori, come anticipato sopra, valgono 100 punti ciascuno; se una coppia ha trovato tutti e quattro gli onori, il punteggio complessivo degli stessi risulta raddoppiato e sale a 800 punti.
Se la coppia non è riuscita ad aprire, i punti degli onori vengono contati come negativi, oppure vengono assegnati alla coppia avversaria.
Vince la coppia che per prima raggiunge o supera 5000 punti; se al termine della stessa smazzata entrambe le coppie superano questa soglia, vince la coppia che ha conseguito il punteggio complessivo più alto.

## Altre configurazioni

### Canasta a due giocatori
Il gioco a due è identico al gioco a quattro, fatte salve eventuali modifiche previste in alcune versioni.
La versione più attestata prevede le seguenti innovazioni:
- la mano iniziale è di quindici carte, anziché undici;
- a ogni turno, se non si prende dal pozzo, si pescano due carte dal tallone (e non una);
- per chiudere, è necessario aver calato almeno due canaste.

A questa variante, la codificazione statunitense degli anni Quaranta ne aggiunge altre tre, di cui la prima è analoga al gioco classico a quattro; le altre due sono le seguenti:
- si distribuisce una mano iniziale di quindici carte; per la chiusura, si richiede una sola canasta;
- si distribuisce una mano iniziale di quindici carte; per la chiusura, si richiedono due canaste. Prima di scoprire la prima carta del tallone, ogni giocatore controlla la propria mano e ne scarta una carta nel pozzo, sostituendola con un'altra carta presa dalla sommità del tallone. Dopodiché, il mazziere scopre la prima carta del tallone (se questa è una matta o un onore, continua a scoprire la sommità del pozzo finché non trova una carta di altro tipo), che sarà la prima carta del pozzo. In questo modo, il pozzo iniziale è costituito da almeno due carte.

### Canasta a tre giocatori
Il gioco a tre è attestato in due varianti:
- I giocatori giocano sempre singolarmente; la mano iniziale è di tredici carte. Per il resto, il gioco è identico alla Canasta a quattro.[35][36]
- La mano iniziale è di tredici carte (undici in alcuni tavoli)[37]; il giocatore di turno pesca due carte, scartandone comunque sempre una. Nell'arco della partita, i giocatori competono singolarmente, ma in ogni smazzata può formarsi una coppia temporanea. Infatti, il primo giocatore che prende il pozzo giocherà il resto della smazzata singolarmente, mentre gli altri due formeranno una coppia, collaborando nella formazione delle combinazioni. Al termine della smazzata, il giocatore singolo segna per sé il punteggio delle proprie combinazioni, mentre ciascuno dei membri della coppia segnerà per sé l'intero punteggio di coppia; soltanto il punteggio degli eventuali onori non viene condiviso (ognuno segna per sé gli onori che ha accusato). Se nessun giocatore prende il pozzo, ai fini del punteggio sarà considerato singolo il giocatore che ha chiuso, mentre gli altri due costituiranno la coppia. In alcune versioni, sono richieste due canaste per la chiusura.[36] Poiché i punteggi sono individuali, può capitare che i giocatori della coppia abbiano soglie di apertura diverse: in questo caso, il giocatore della coppia che apre dovrà attenersi alla propria soglia di apertura; l'apertura sarà comunque di coppia e il compagno potrà calare e/o attaccare senza vincoli di punteggio. Nel raro caso in cui il tallone si esaurisca senza che nessun giocatore abbia chiuso e senza che il pozzo sia mai stato preso, ogni giocatore segnerà singolarmente i punti delle proprie combinazioni. La soglia di vittoria è fissata a 7500 punti.[36][37][38] Questa variante viene talvolta descritta come "Canasta tagliagola".[36][38]

## Varianti del gioco classico
In questo paragrafo si descrivono le varianti più vicine al gioco classico, indicandone solo le innovazioni rispetto alla codificazione statunitense degli anni Quaranta. Varianti più ricche di innovazioni sono descritte in paragrafi a parte.  

### Canasta uruguaiana
- È possibile formare una combinazione di sole matte. Una canasta di matte, qualunque sia la sua configurazione, vale 2000 punti.
- Il pozzo è permanentemente congelato. Ciò implica che una matta scartata equivalga a una semplice carta stop e che per prendere il pozzo sia sempre necessario giocare due carte naturali dello stesso valore facciale dell'ultimo scarto.[39]

### Canasta cubana
- La mano iniziale è di tredici carte.
- La soglia di vittoria è fissata a 7500 punti. Una volta che la coppia raggiunge o supera i 5000 punti, il punteggio di apertura sale a 150.
- Il pozzo è permanentemente congelato. Ciò implica che una matta scartata equivalga a una semplice carta stop e che per prendere il pozzo sia sempre necessario giocare due carte naturali dello stesso valore facciale dell'ultimo scarto.
- Se si prende un pozzo che contiene uno o più 3 neri, questi non possono rientrare in gioco: il giocatore li pone scoperti accanto a sé. Alla fine della partita, ogni 3 nero accusato in questo modo vale 5 punti; se si accusano tutti e quattro i 3 neri, il loro valore complessivo sale a 100 punti.
- I 3 neri non possono essere scartati nel primo giro.
- Nessuna combinazione può avere più di sette carte.
- È possibile formare una combinazione di sole matte. Una canasta di sole pinelle vale 4000 punti; una di quattro jolly e tre pinelle 3000 punti; una canasta di matte in qualsiasi altra configurazione vale 2000 punti.
- Non è previsto un bonus più alto per la chiusura di mano.
- Il punteggio degli onori varia come segue: 1 onore = 100; 2 onori = 300; 3 onori = 500; 4 onori = 1000. I punti degli onori contano come negativi se la coppia non è riuscita a completare nessuna canasta.[40][41]

### Canasta messicana e Canasta ai sette
La Canasta messicana introduce le seguenti innovazioni:
- Si gioca con tre mazzi francesi, per un totale di centosessantadue carte.
- La mano iniziale è di tredici carte.
- Il primo giocatore che completa una canasta pesca altre tredici carte dalla sommità del tallone.
- I 7, se scartati, hanno la funzione di carte stop. A differenza dei 3 neri, possono comunque essere usati per formare combinazioni, che se promosse a canaste danno un bonus di 1000 punti, miste o naturali che siano.
- Ci sono due condizioni di chiusura: aver completato almeno due canaste; avere accusato un 3 rosso per ogni canasta formata.[42][43][44]

Un ruolo particolare dei 7 è previsto anche nella variante nota come Canasta ai sette, dove una combinazione di 7, se promossa a canasta, vale 2000 punti, ma se incompleta comporta una penalità di 1500 punti; inoltre, se un giocatore alla fine della smazzata ha tre o più 7 nella sua mano, la rispettiva coppia riceve una penalità di 500 punti.

## Samba
La Samba o Canasta a tre mazzi è una delle più antiche varianti della Canasta, codificata per la prima volta nel 1951 da John Crawford. Le regole esposte di seguito fanno riferimento al gioco a quattro in coppie affrontate, secondo la codificazione di Crawford (eventuali varianti sono segnalate). Regole non specificate andranno considerate identiche alle regole corrispondenti del gioco classico.

### Componenti e preparazione
Si utilizzano tre mazzi di carte francesi, ciascuno costituito dalle cinquantadue carte ordinarie più due jolly, per un totale di centosessantadue carte. I punteggi associati alle carte sono gli stessi previsti nel gioco classico. La mano iniziale è di quindici carte per giocatore. 
Si scopre la prima carta del tallone come prima carta del pozzo: se questa carta è una carta speciale, si continua a scoprire la carta successiva finché non si trova una carta naturale. Le carte così scoperte formano il pozzo iniziale; la carta naturale costituisce la sommità del pozzo. A differenza della Canasta classica, se la prima carta è una matta o un onore, il pozzo non risulta congelato (il concetto stesso di congelamento è assente nella Samba).

### Svolgimento
Il giocatore di turno pesca due carte dal tallone o, in alternativa, prende il pozzo; dopodiché, effettua delle calate (se ne ha la facoltà e sempre a sua discrezione); infine, scarta una carta nel pozzo.
Ogni combinazione calata deve avere almeno tre carte in tutto, di cui almeno due naturali (se si tratta di una scala, devono essere tutte naturali).
Le combinazioni possono essere di due tipi:
- gruppi di carte dello stesso valore facciale: le matte non possono mai essere più di due. Una combinazione di questo tipo formata da almeno sette carte è detta canasta (si distinguono canaste naturali e canaste miste analogamente al gioco classico). Le carte di una canasta completa sono riunite in una pila di cui viene scoperta una carta rossa (se la canasta è naturale) o una carta nera (se la canasta è mista). A una canasta completa, si possono attaccare carte del valore facciale adeguato, ma non si possono attaccare matte;
- carte dello stesso seme con i valori facciali in scala. La scala di riferimento dei valori è A - K - Q - J - 10 - 9 - 8 - 7 - 6 - 5 - 4 (non sono ammessi 3 o 2). Combinazioni di questo tipo non possono avere matte. Una scala di almeno sette carte è detta samba o canasta samba. Le carte di una samba completa vengono riunite in una pila girata a faccia in giù.

È previsto un punteggio di apertura che varia al variare del punteggio di partita della coppia, secondo la tabella seguente:
| Punteggio di partita | Punteggio di apertura |
| -------------------- | --------------------- |
| Inferiore a 0        | 15                    |
| 0 - 1495             | 50                    |
| 1500 - 2995          | 90                    |
| 3000 - 6995          | 120                   |
| 7000+                | 150                   |

### Presa del pozzo
Il pozzo si può prendere in due casi:
- se si possiedono due carte naturali dello stesso valore facciale dell'ultima carta scartata. Per prendere il pozzo, è necessario giocare immediatamente le due carte suddette insieme all'ultimo scarto;
- se l'ultima carta scartata può essere attaccata a una delle combinazioni già calate in precedenza dalla propria coppia.

È da notare che non si può prendere il pozzo se l'ultima carta scartata attacca a una combinazione che si ha in mano ma che non è stata ancora calata; inoltre, il pozzo non può essere preso nemmeno se l'ultima carta scartata attacca a una canasta o a una samba completate in precedenza.
Il pozzo può essere preso liberamente (ferme restando le restrizioni appena indicate) se la coppia ha aperto in un turno precedente. Se la rispettiva coppia non ha aperto, il giocatore di turno può prendere il pozzo solo se possiede due carte naturali dello stesso valore facciale dell'ultimo scarto e se può aprire utilizzando le tre carte suddette ed eventualmente qualsiasi altra combinazione di mano (per raggiungere il punteggio d'apertura non si possono usare combinazioni formate con l'ausilio di altre carte del pozzo oltre all'ultima carta scartata).
In altre versioni, se l'ultimo scarto attacca a una combinazione calata dalla coppia del giocatore di turno, il giocatore può prendere soltanto l'ultimo scarto, ma non l'intero pozzo.
In qualunque versione, in caso di presa del pozzo (o di presa del solo ultimo scarto nelle varianti che la prevedono), il giocatore di turno non può pescare alcuna carta dal tallone.

### Onori e carte stop
Per gli onori e i 3 neri, valgono le stesse regole della Canasta classica quanto al gioco della carta (mentre vi sono alcune differenze riguardo al punteggio degli onori: si veda sotto). Oltre ai 3 neri, anche le matte, se scartate, valgono come semplici carte stop. Non è infatti previsto il congelamento del pozzo (o, per meglio dire, il pozzo è congelato in modo permanente, essendo sempre necessarie due carte naturali dello stesso valore facciale dell'ultimo scarto per la presa del pozzo, a meno che l'ultimo scarto non attacchi a precedenti combinazioni).
Si possono calare da tre a sei 3 neri, ma solo dalla propria mano e solo in sede di chiusura; non è comunque mai concesso formare una canasta di 3 neri.
Altre versioni introducono delle innovazioni nel gioco dei 3. Quanto ai 3 rossi, non è obbligatorio accusarli e si può scegliere di tenerli in mano; eventualmente, invece di dichiararli per guadagnare il bonus relativo, è possibile scartarli come carte stop (non è comunque mai possibile usarli all'interno di combinazioni). Se però alla fine della smazzata un giocatore si ritrova con uno o più onori in mano, la rispettiva coppia paga una penalità di 750 punti (indipendentemente dal numero di onori in mano). Quanto ai 3 neri, in sede di chiusura è possibile non solo calarli, ma anche usarli per formare una canasta (ovviamente sporca).

### Chiusura, punteggi e vittoria
La chiusura può essere con o senza scarto. Per chiudere, la coppia deve aver formato almeno due combinazioni di sette carte (due canaste, due sambe, oppure una samba e una canasta).
Come nel gioco classico, si guadagnano i punti delle carte calate, mentre si pagano i punti delle carte rimaste in mano. Si aggiungono inoltre i seguenti bonus:
- la chiusura dà diritto a 200 punti;
- ogni canasta dà diritto a 500 punti se naturale, a 300 punti se mista;
- ogni samba dà diritto a 1500 punti.

Ogni onore trovato vale 100 punti; se una coppia ha riunito tutti e sei gli onori, il loro punteggio complessivo sale a 1000 punti. I punti degli onori vengono contati come positivi se la coppia ha formato le combinazioni imposte dai requisiti di chiusura, altrimenti vengono contati come negativi.
Vince la coppia che per prima raggiunge o supera 10.000 punti.

### Bolivia
La Bolivia, descritta anche come "Canasta boliviana" o "Canasta cilena", è una variante della Samba, rispetto alla quale introduce le seguenti innovazioni:
- La soglia di vittoria è fissata a 15000 punti.
- Sono concesse combinazioni di sole matte. Una combinazione di questo tipo, nota come bolivia, vale 2500 punti in qualunque configurazione.
- Per chiudere è necessario aver completato almeno una samba (escalera).

In alcuni tavoli, è inoltre concesso che l'escalera sia sporca (nel qual caso vale 300 punti anziché 1500).

## Canastone
Il Canastone o Canasta italiana è la variante del gioco più diffusa in Italia, tanto che nella Penisola il termine "Canasta" fa per lo più riferimento a questa versione. Si tratta propriamente di una variante della Samba, che tuttavia recupera alcuni tratti del gioco classico (come l'esclusione delle scale) e presenta numerosi caratteri specifici nella meccanica di gioco, nelle tipologie di combinazioni concesse e nel sistema di punteggio. Si gioca con tre mazzi di carte francesi o di carte speciali da Canasta (centosessantadue carte in totale). Nelle regole seguenti, eventuali norme su aspetti non specificati (valori delle carte ecc.) andranno considerate identiche a quelle previste al riguardo nella Canasta classica.

### Preparazione
Si distribuiscono quindici carte a ciascun giocatore; analogamente alla Canasta classica, eventuali 3 rossi di mano vanno dichiarati e sostituiti con carte prese dal tallone.
Il mazziere procede quindi a scoprire la prima carta del tallone. Se questa è una carta naturale, a cominciare dalla carta successiva il mazziere preleva dalla sommità del tallone un numero di carte equivalente al valore facciale della prima carta (asso, re, donna e fante hanno un valore facciale rispettivamente di 14, 13, 12 e 11). Queste carte, che il mazziere non dovrà né guardare né mostrare ad alcun altro giocatore, costituiscono il pozzo iniziale, sulla cui sommità andrà posta la prima carta naturale scoperta dal tallone. La prima carta del pozzo è sempre l'unica a essere scoperta, come nella Canasta classica.
Se la prima carta scoperta dal tallone è un onore, la smazzata è annullata e la distribuzione deve essere ripetuta. Se è una matta, questa viene posta di traverso e si scopre un'altra carta che sarà posta al di sopra della matta: il pozzo risulta dunque congelato. Il congelamento del pozzo può essere previsto anche nel caso in cui la prima carta scoperta sia un 3 nero. In altre versioni, invece, se la prima carta è un jolly o una pinella, si forma il pozzo rispettivamente con cinquanta o venti carte.
In ulteriori versioni, se la prima carta scoperta è una carta speciale di qualsiasi tipo, se ne scopre un'altra fino a trovare una carta naturale: il pozzo non viene congelato e si procede a formarlo con un numero di carte corrispondente al valore facciale di detta carta naturale, alle quali si aggiungeranno le carte speciali scoperte. Se per tre volte di fila viene scoperta una matta, la smazzata è annullata e si ripete la distribuzione.

### Combinazioni
Sono previste esclusivamente combinazioni costituite da carte dello stesso valore facciale. A seconda delle versioni, una combinazione non può avere più di due o di tre matte. Inoltre, di solito non è consentito che in una combinazione le matte siano in numero superiore alle carte naturali.
L'innovazione più notevole consiste nella possibilità di calare combinazioni di sole matte, che possono eventualmente essere promosse a canaste. Se si cala una combinazione di tre matte, è possibile attaccarvi successivamente quattro carte naturali dello stesso valore facciale, in modo da formare una comune canasta mista (nel caso in cui si concedano tre matte per combinazione); ma se si attacca una quarta matta, l'unico modo per completare la combinazione sarà trasformarla in una canasta di matte. La canasta di matte dà diritto ad alti premi, ma impone una serie di obblighi: prima di averla completata, la coppia non può chiudere e non può utilizzare matte in altre situazioni di gioco (non può cioè scartarle o utilizzarle in altre combinazioni; in alcune versioni, non può nemmeno completare canaste miste).Tali obblighi decadono una volta che la canasta di matte sia stata completata.

### Svolgimento del gioco
Tipologia e successione delle azioni comprese in un turno di gioco sono analoghe a quelle della Canasta classica, con la differenza che ogni giocatore all'inizio del turno pesca due carte dal tallone (anziché una). Il punteggio di apertura all'inizio del gioco è di 50 punti. Esso successivamente varia al variare del punteggio della coppia, come mostra la tabella seguente:
| Punteggio di partita | Punteggio di apertura |
| -------------------- | --------------------- |
| 0-2995               | 50                    |
| 3000-4995            | 90                    |
| 5000-6995            | 120                   |
| 7000-9995            | 160                   |
| 10.000-11.995        | 180                   |
| 12.000+              | 200                   |

L'apertura a 50 può essere effettuata solo calando carte naturali. Con soglie di apertura superiori ai 50 punti, è consentito aprire utilizzando delle matte, o addirittura (in alcune varianti) calando una combinazione di sole matte (apertura di mattoni): questa mossa impedisce agli avversari di effettuare lo stesso tipo di apertura o di prendere il pozzo nel successivo giro di turni.

### Presa del pozzo
Invece che pescare due carte dal tallone, il giocatore di turno può pescare una carta dal tallone e prendere il pozzo. Per prendere il pozzo, è necessario avere almeno due carte naturali dello stesso valore facciale dell'ultima carta scartata (le une e l'altra dovranno essere immediatamente calate in combinazione). Non è possibile prendere il pozzo prima di avere aperto; inoltre, a differenza della Canasta classica e della Samba, non si può usare l'ultima carta scartata del pozzo per aprire.

### Onori e carte stop
Le norme al riguardo sono le stesse della Canasta classica, con la differenza che non è consentito calare i 3 neri in combinazione nemmeno in sede di chiusura.

### Congelamento del pozzo
Le regole su congelamento e scongelamento del pozzo sono in tutto analoghe a quelle della Canasta classica, con la differenza che lo scongelamento richiede il possesso di almeno tre carte naturali (anziché due) dello stesso valore facciale dell'ultima carta scartata.

### Chiusura, punteggi e vittoria
Per poter chiudere è necessario che la coppia abbia formato almeno una canasta naturale e una canasta mista. Non è consentito chiudere senza scarto né chiudere scartando una carta speciale.
I fondamentali del sistema di punteggio sono analoghi a quelli della Canasta classica (si guadagnano i punti delle carte calate, si pagano i punti delle carte ancora in mano), ma in più sono previsti numerosi premi e penalità.
I premi sono indicati nella tabella seguente:
| chiusura                                                                 | 300  |
| chiusura di mano                                                         | 500  |
| canasta mista                                                            | 300  |
| canasta naturale                                                         | 500  |
| canasta mista di assi                                                    | 500  |
| canasta naturale di assi                                                 | 1000 |
| canasta mista di jolly e pinelle                                         | 2000 |
| canasta di sole pinelle                                                  | 3000 |
| canasta di sei jolly e una pinella                                       | 5000 |
| chiusura con almeno cinque canaste di cui almeno una naturale            | 1000 |
| chiusura con almeno cinque canaste naturali più almeno una canasta mista | 2000 |

Il valore degli onori viene raddoppiato se la coppia ne possiede almeno quattro: quattro onori equivalgono pertanto a 800 punti, cinque onori a 1000 punti, sei onori a 1200 punti. I punti degli onori vengono tuttavia pagati se la coppia ha formato solo canaste miste; vengono pagati due volte se la coppia non ha completato alcuna canasta. Non vengono assegnati se la coppia ha formato solo canaste naturali. In altre versioni, se si sono formate solo canaste miste i punti degli onori vanno divisi con la coppia avversaria, mentre vengono interamente assegnati alla coppia avversaria se non si è riusciti a formare alcuna canasta.
Vince la coppia che per prima raggiunge o supera 12.000 o 15.000 punti.

## Variante mini
Nella variante mini si riducono i valori delle carte, delle canaste e le modalita' di apertura.
Si può giocare in 2,3 o 4 (in questo caso a coppie) distribuendo all'inizio rispettivamente 12, 10 e 9 carte a testa.
Per aprire basta un tris anche con 1 o 2 jolly o pinelle e per chiudere è necessaria una canasta naturale ed una mista.
Le canaste sono formate da sole 5 carte ed il loro valore è il seguente:
| Tipo canasta                                                                              | Punti |
| ----------------------------------------------------------------------------------------- | ----- |
| Pura con 5 carte uguali (A, 4, 5, 6, 7, 8, 9, 10 e figure)                                | 2     |
| Spura con 1 o 2 jolly e/o pinelle + 4 o 3 carte uguali (A, 4, 5, 6, 7, 8, 9, 10 e figure) | 1     |
| Spura mista con jolly e pinelle a piacere                                                 | 5     |
| Pura con 5 pinelle                                                                        | 10    |

Le canaste da 5 e 10 punti possono essere "calate" solo in una mossa mentre quelle da 1 e 2 punti possono partire da un tris od un poker (anche con 1 o 2 jolly o pinelle) sulle quali successivamente aggiungere le altre 1 o 2 carte.
I 3 non possono creare canaste ma possono essere scartati 4 dello stesso colore in una sola volta. I 3 neri bloccano il pozzo mentre se in cima al pozzo vi è un 3 rosso si può prendere solo con altri tre 3 rossi con l'obbligo di scartarli tutti e 4 a fine turno. I jolly bloccano il pozzo mentre le pinelle (2) richiedono il possesso di altre quattro pinelle con l'obbligo di "calata" immediata per poterlo pescare. Per tutte le altre carte ne bastano 2 uguali con l'obbligo di calare subito il tris che apre ad una futura canasta. Non si possono aprire 2 future canaste che si riferiscono allo stesso numero base mentre è consentito calare una futura canasta riferita allo stesso numero di una canasta chiusa in un turno precedente.
Non si può scartare una carta uguale ad una canasta appena completata (a meno che non sia l'ultima) o che attacca alle proprie future canaste; neppure un jolly o un 2 se ci sono delle canaste aperte sulle quali lo si può attaccare. Nel caso fosse impossibile scartare al turno successivo si pesca una sola carta la quale, se si attacca alle proprie "calate" non può essere scartata e fa ripescare una sola carta anche al turno successivo. Se invece si rimane senza carte ma non si è creata almeno una canasta pura ed una spura non viene considerata "chiusura" ed il gioco continua.
Con una chiusura ammessa o se finiscono le carte del mazzo termina la mano, si eliminano le future canaste di tutti i giocatori e si contano i punti di quelle completate in positivo solo se presente almeno una pura + una spura; in negativo le carte rimaste in mano con il seguente criterio:
- 3 valgono zero
- 2 e jolly valgono -3 cadauno
- A, 4, 5, 6, 7, 8, 9, 10 e figure valgono -1 ogni gruppo da 1 a 3 carte.
La partita viene vinta dal primo (o la coppia) che ottiene 30 punti. In caso di ex aequo si prosegue con altre mani finche' non prevale un punteggio superiore a 30 più alto degli avversari.